# Refugio de Vida Silvestre Metrópoli de la Amazona
Metrópole da Amazônia (en español: Metrópoli de la Amazona) es una unidad de conservación de la Fauna y flora Refuge del tipo protección Integral (en Brasil abreviado REVIS) creada en 2010 (por Decreto Estatal 2 211), localizado en la Región Metropolitano de Belém (Estado de Pará, Brasil), situado 23 km de la capital de Belém, en el anterior Pirelli fábrica en El Guamá Granja, luego al Territorio Quilombola de Abacatal, en una área de 6,367.27 hec, cobertura cuatro municipios brasileños en el estado de Pará: Ananindeua, Benevides, Marituba y Santa Isabel Pará.
El refuge es parte del AgroVárzea Proyecto, habiendo objetivos tan principales: contribuir al mantenimiento de procesos ecológicos naturales, a través de la protección de entornos para asegurar condiciones para abrigo y reproducción de especies de flora y fauna (parte del 31 % de bosque primario de la Región); desarrolla técnicas productivas en el vivero de bosque de las comunidades. presenta 15 km de ir de excursión y estelas de ciclismo.